# Station Étréchy
Étréchy is een station aan lijn C van het RER-netwerk gelegen in de Franse gemeente Étréchy in het departement Essonne.